# Lodovica Comello World Tour
Lodovica Comello World Tour – pierwsza trasa koncertowa Lodovici Comello, obejmująca Europę. W swojej trasie  promuje swoje dwa solowe albumy Universo oraz Mariposa. W Polsce dała koncert 28 czerwca 2015 r. na Arenie Ursynów w Warszawie.

## Setlista
1. Otwarcie
2. Universo – a cappella
3. La Cosa Más Linda
4. La Historia
5. Sòlo Música
6. Un Posto Libero
7. Una Nuova Estrella
8. Otro Día Más
9. No Voy A Caer
10. Vuelvo (Vado we Włoszech)
11. Składanka piosenek z serialu Violetta (Veo Veo, Hoy Somos Más, Ven Y Canta/Vieni E Canta (we Włoszech), Aprendí A Decir Adiós)
12. Ci Vediamo Quanto È Buio
13. Sin Usar Palabras
14. Un Viaggio Intorno Al Mondo
15. Crazy Love
16. Para Siempre
17. Historia Blanca (Libro Bianco we Włoszech)
18. I Only Want To Be With You
19. Il Mio Amore È Appeso A Un Filo
20. Todo El Resto No Cuenta
21. Universo
22. We Are Family

## Koncerty
| Data                 | Miasto                 | Kraj       | Arena                                 |
| -------------------- | ---------------------- | ---------- | ------------------------------------- |
| Europa               |                        |            |                                       |
| 1 lutego 2015        | Rzym                   | Włochy     | Auditorium Conciliazione              |
| 7 lutego 2015        | Mediolan               | Włochy     | Teatro Linear4Ciak                    |
| 10 lutego 2015       | Turyn                  | Włochy     | Teatro Colosseo                       |
| 21 lutego 2015       | Padwa                  | Włochy     | Gran Teatro Geox                      |
| 26 lutego 2015       | Bari                   | Włochy     | Teatro Team                           |
| 28 lutego 2015       | Neapol                 | Włochy     | Teatro Palapartenope                  |
| 1 marca 2015         | Catanzaro              | Włochy     | Teatro Politeama di Catanzaro         |
| 3 marca 2015         | Palermo                | Włochy     | Teatro Massimo                        |
| 4 marca 2015         | Katania                | Włochy     | Teatro Metropolitan                   |
| 6 marca 2015         | Rende                  | Włochy     | Teatro Garden                         |
| 8 marca 2015         | Lecce                  | Włochy     | Teatro Politeama Greco                |
| 10 marca 2015        | Pordenone              | Włochy     | Teatro Giuseppe Verdi                 |
| 13 marca 2015        | Udine                  | Włochy     | Teatro Nuovo Giovanni da Udine        |
| 15 marca 2015        | Bolonia                | Włochy     | Teatro Europauditorium                |
| 17 marca 2015        | Pescara                | Włochy     | Teatro Massimo                        |
| 18 marca 2015        | Florencja              | Włochy     | OBIHall                               |
| 21 marca 2015        | Barcelona              | Hiszpania  | Teatro Barts                          |
| 2 kwietnia 2015      | Porto                  | Portugalia | Coliseu do Porto                      |
| 4 kwietnia 2015      | Lizbona                | Portugalia | Coliseu dos Recreios                  |
| 24 kwietnia 2015     | Bruksela               | Belgia     | Cirque Royal                          |
| 25 kwietnia 2015     | Paryż                  | Francja    | Casino de Paris                       |
| 3 maja 2015          | Sewilla                | Hiszpania  | Teatro Auditorio Riberas del Guadaira |
| 5 maja 2015          | Madryt                 | Hiszpania  | Teatro Nuevo Apollo                   |
| 26 czerwca 2015      | San Daniele Del Friuli | Włochy     | Piazza Vittorio Emanuele              |
| 28 czerwca 2015      | Warszawa               | Polska     | Arena Ursynów                         |
| 25 lipca 2015        | Mondragone             | Włochy     | Foof                                  |
| 10 października 2015 | Mediolan               | Włochy     | Teatro Manzoni                        |
| 24 października 2015 | Rzym                   | Włochy     | Teatro Brancaccio                     |
| 25 października 2015 | Neapol                 | Włochy     | Casa Della Musica                     |

## Koncerty odwołane
| Data             | Miasto          | Kraj      | Arena                          |
| ---------------- | --------------- | --------- | ------------------------------ |
| Europa           |                 |           |                                |
| 28 kwietnia 2015 | Bilbao          | Hiszpania | Teatro Campos Elíseos Antzokia |
| 29 kwietnia 2015 | Saragossa       | Hiszpania | Sala Monzart Auditorio         |
| 30 kwietnia 2015 | Walencja        | Hiszpania | Palacio de Congresos           |
| 7 sierpnia 2015  | Roccella Jonica | Włochy    | Teatro al Castello             |
| 8 sierpnia 2015  | Diamante        | Włochy    | Teatro Dei Ruderi di Cirella   |